# Карлос Нориега
Карлос Исмаел Нориега (на английски: Carlos Ismael Noriega) е американски астронавт на НАСА, участник в два космически полета.

## Образование
К. Нориега завършва колежа Adrian C. Wilcox High School в Санта Клара, Калифорния през 1977 г. През 1981 г. става бакалавър по компютърни науки в Университета на Южна Калифорния. През 1990 г. се дипломира като магистър по същата специалност в Института за следдипломна квалификация на USN, Монтерей, Калифорния.

## Военна служба
Нориега постъпва на активна военна служба в USMC през 1981 г. Завършва курс по обучение за пилот на хеликоптер Боинг CH-46 Sea Knight. Зачислен е в бойна хеликоптерна ескадрила HMM-165, в която служи от 1983 до 1985 г. През 1986 г. взима участие в бойните действия срещу Либия. От 1990 г. е на служба в Космическото командване на САЩ (на английски: United States Space Command, съкр. USSPACECOM), Колорадо Спрингс, Колорадо. В кариерата си има 2200 полетни часа.

## Служба в НАСА
На 12 декември 1994 г. Карлос Нориега е избран за астронавт от НАСА, Астронавтска група №15. През май 1996 г. завършва успешно курса за подготовка. Участник е в два космически полета и има 461 часа в Космоса, включително 3 космически разходки с обща продължителност около 19 часа.

### Космически полети
| Космически полети на Карлос Исмаел Нориега                   | Космически полети на Карлос Исмаел Нориега | Космически полети на Карлос Исмаел Нориега | Космически полети на Карлос Исмаел Нориега | Космически полети на Карлос Исмаел Нориега | Космически полети на Карлос Исмаел Нориега | Космически полети на Карлос Исмаел Нориега |
| №                                                            | Дата                                       | КК                                         | Емблема на мисията                         | Функции                                    | Продължителност                            |                                            |
| ------------------------------------------------------------ | ------------------------------------------ | ------------------------------------------ | ------------------------------------------ | ------------------------------------------ | ------------------------------------------ | ------------------------------------------ |
| 1                                                            | 15 май 1997                                | „Атлантис“, мисия STS-84                   |                                            | Специалист на мисията                      | 9 денонощия 05 часа 20 мин. 47 сек.        |                                            |
| 2                                                            | 27 юни 1995                                | „Индевър“, мисия STS-97                    |                                            | Специалист на мисията                      | 10 денонощия 19 часа 58 мин. 20 сек.       |                                            |
| Сумарно време в Космоса – 20 денонощия 1 час 19 мин. 07 сек. |                                            |                                            |                                            |                                            |                                            |                                            |

## Награди
- Медал за отлична служба
- Медал за похвална служба
- Въздушен медал
- Медал за постижения на USN
- Медал на НАСА за участие в космически полет